# Combe de Savoie
De Combe de Savoie is het dal van de Isère tussen de Franse steden Albertville en Montmélian.
De Combe de Savoie is een historische transport-as voor het gebied dat thans valt onder de departementen Savoie en Haute-Savoie. Het gebied is op dit punt nog steeds belangrijk. In de Middeleeuwen werd de route beheerst door het burcht van Miolans bij Saint-Pierre-d'Albigny. De Markies de Sade werd in dit kasteel gevangen gehouden en is er in 1773 ontsnapt. Het gebied is thans nog steeds belangrijk als transport-as, onder andere voor toeristisch verkeer.